# Фурлани, Маттия
Маттия Фурлани (итал. Mattia Furlani; род. 7 февраля 2005, Марино, Лацио) — итальянский легкоатлет, прыгун в длину, призёр чемпионата мира в помещениях, серебряный призёр Европейских игр 2023 года, серебряный призёр чемпионата Европы 2024 года, бронзовый призер Олимпийских игр 2024 года

## Биография
Маттия Фурлани — сын бывшего прыгуна в высоту Марчелло Фурлани (личный рекорд — 2,27 м), который также является его тренером. Его сестра Эрика (1996 года рождения) прыгает в высоту (личный рекорд — 1,94 м).
На III Европейских играх в Кракове, в соревнованиях прыгунов в длину итальянец завоевал серебряную медаль с результатом 7,97 м.
В 2023 году Фурлани участвовал в чемпионате мира в Будапеште. В квалификации он прыгнул — 7,85 м и занял только итоговое 18-е место.
В 2024 году Маттия на чемпионате мира в закрытых помещениях в Глазго прыгнул на 8,22 метра повторив попытку Милтиадиса Тентоглу, в итоге остался вторым.
В июне 2024 года принял участие в чемпионате Европы, который прошёл в Риме и завоевал серебряную медаль в прыжках в длину. Его результат на этом турнире стал новый рекорд мира среди спортсменов до 20 лет — 8,38 м.